# Bladvuur
Bladvuur (Pseudomonas marginalis, synoniem: Bacterium marginale) is een bodembacterie die onder andere bij witlof bladrot kan veroorzaken. De aantasting treedt vooral op onder warme en natte omstandigheden en wordt bevorderd door een hoog stikstofgehalte in de grond.
Door opspattend water komen de bacteriën op het blad terecht en dringen via de huidmondjes het blad binnen. De aantasting begint aan de randen van het blad en is te zien aan de zwarte verkleuring van de bladranden. Later kan het hele blad en het groeipunt aangetast worden. 
Op basis van 16S rRNA analyse is P. marginalis ingedeeld in de groep Pseudomonas fluorescens.

## Stammen
- ATCC 10844
- CFBP 1387[dode link]
- CIP 106712
- DSM 13124
- ICMP 3553
- LMG 2215
- NCPPB 667